# Bunya Mountains

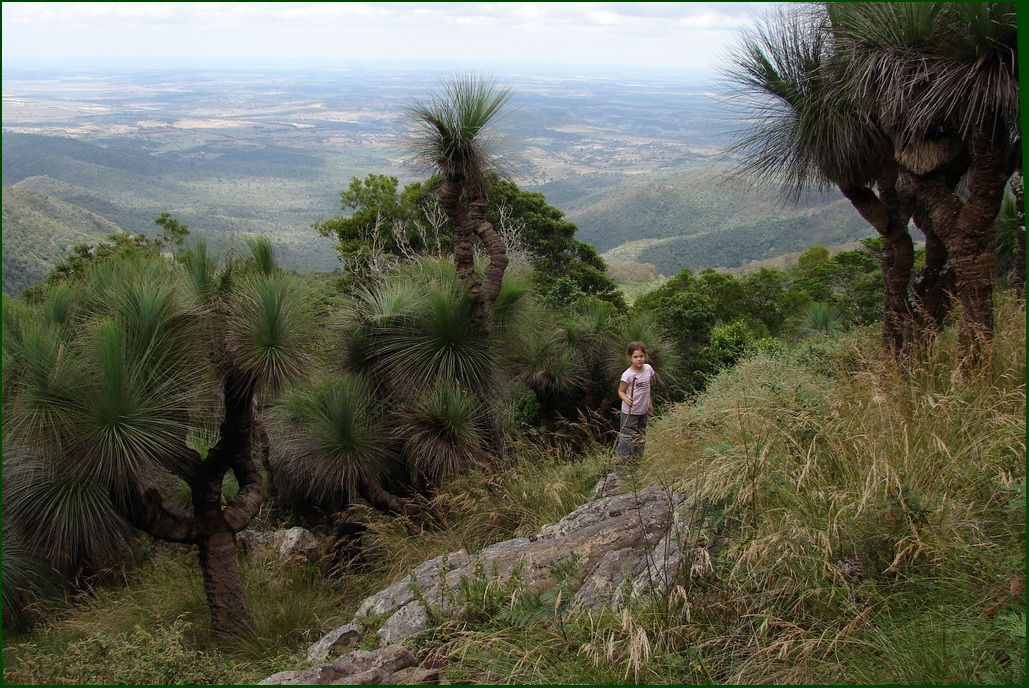
Zbocza Mount Kiangarow porośniete żółtakami

Bunya Mountains – pasmo górskie w Wielkich Górach Wododziałowych w Australii, w południowej części stanu Queensland. Znajduje się 150 km od wybrzeża Oceanu Spokojnego, między miejscowościami Kingaroy i Dalby. Średnia wysokość gór to 975 m n.p.m. Najwyższymi szczytami są Mount Kiangarow (1135 m) i Mount Mowbullan (1101 m).
Większą część pasma zajmuje jeden z najstarszych parków narodowych Australii (założony w 1908 roku) Bunya Mountains National Park. Ma on powierzchnię 117 km².
Pasmo pokrywają lasy deszczowe. Znajdują się tu największe na świecie stanowiska Araukarii Bidwilla. Lasy zamieszkuje 121 gatunków ptaków (w tym kilkanaście gatunków papug) i wielu gatunków ssaków, płazów i gadów.
Bunya Mountains były przez setki lat miejscem spotkań plemion Aborygenów zamieszkujących Queensland i Nową Południową Walię. Gromadzili się oni na festiwalu zwanym bonye (w języku Waka Waka), na którym m.in. tworzyli prawo i rozwiązywali spory.